# پروپانیدید
پروپانیدید (به انگلیسی: Propanidid)
رده درمانی: داروهای بیهوشی
اشکال دارویی: آمپول وریدی

## موارد مصرف
پروپانیدید برای القاء بیهوشی و ایجاد بیهوشی کامل کوتاه‌مدت استفاده شده است ولی به دلیل عوارضش مصرف آنمحدود است.

## مکانیسم اثر
دارای اثر مضعف مغزی، بی‌حسی موضعی و اثرات ضددرد خفیف است (فاقد اثر شل‌کنندگی عضلانی است).

## عوارض جانبی
افزایش و سپس کاهش تهویه ریوی و سپس ایست تنفسی، حرکات غیر ارادی عضلات، بروز سکسکه، افت فشارخون، ایست قلبی، تهوع، استفراغ، آلرژی.